# Marcus Pontius Laelianus
Marcus Pontius Laelianus war ein römischer Politiker und Senator des 2. Jahrhunderts n. Chr.
Laelianus stammte vielleicht aus Baeterrae in der römischen Provinz Gallia Narbonensis. Sein Vater war der Senator und Offizier Marcus Pontius Laelianus Larcius Sabinus. Im Jahr 163 bekleidete Laelianus das ordentliche Konsulat, und im Amtsjahr 166/167 stand er als Legat der Provinz Moesia inferior (Niedermösien) vor.